# ファージアスの邪皇帝
『ファージアスの邪皇帝』(ファージアスのじゃこうてい）は、ゲーム誌『マル勝PCエンジン』で連載されていた読者参加型ゲーム、およびそれを原作とするコンピュータゲームソフト。

## 読者参加企画
『マル勝PCエンジン』1990年12月号での予告を経て、1991年1月号から1992年1月号まで奇数月号に隔月で掲載された。ちなみに偶数月号の企画は、本作とほぼ同じスタッフで製作されていた『ガイナウォーズ』である。
ファンタジーとSFの要素を融合させたネオ・メタル・ファンタジーと称し、剣と魔法による戦いを描きながらも、ロボットのようなメカ兵器が登場したりする。
誌上ゲーム編と平行して掲載されていた薄葉士郎による漫画は、企画のコンピュータゲーム化の影響で当初の予定より1話延長され、1992年3月号まで掲載された。

### ストーリー
かつて、アガムー世界のファージアス大陸は劣悪な環境であり、破壊神サイヴァをあがめるジグラ族だけが住んでいた。しかしあるとき、神をたたえる儀式があまりに過熱したせいでサイヴァは力の源である「赤い眼球」を取り落としてしまい、眠りにつくことを余儀なくされた。
破壊神の力が弱まるとファージアス大陸の環境も居住に適したものとなり、外部から新種族ヒュマーノンが侵入してきた。彼らはジグラ族を駆逐して版図を広げていったが、その過程で遺跡荒らしのイェーズが眠れる破壊神サイヴァを発見する。イェーズはサイヴァに新しい眼球を造ると口約束をし、その裏で高度な科学技術の知識を引き出しては自分のものにしていったが、神を欺くことはできず本当に眼球を造らされてしまった。一時的に力を取り戻したサイヴァは不遜なイェーズに怒りの鉄槌を下すが、しょせんはまがい物の眼球であり完全復活はならなかった。からくも一命を取り留めたイェーズは、その後、技術を人々に広めて回った。
やがてジグラ族の中から皇帝アーキーが現れ、破壊神の名の下に軍を興すとファージアスの諸国を次々と征服していった。いまやヒュマーノンに残された領域は、大陸の北西の端に位置するアレク国だけとなった。大陸の命運をかけて、アレク王ギメルは起死回生の反攻作戦に出る。そこにはファージアス解放を目指す多くの勇者たちの姿があった。

### システム
プレイヤーの分身として邪皇帝の軍と戦うキャラクターは、個人ではなくパーティー単位で設定を行う。作戦前には情報屋がいろいろな話を聞き込んでくるので、うまくすれば有利な選択のヒントを得られるが、ガセネタも混じっているので最終的な判断はプレイヤーが下すしかない。
以下の項目を専用ハガキに記入して送ることでゲームに参加できた。
部下
12の種族の中から3人を選ぶ。重複も可。各種族には妖・属・機・人の4つの属性の数値が設定されており、3人分の合計値がそのパーティーの戦力となる。
リーダー
6つのギルドのうちから所属先を選び、それによって使える特殊能力が決まる。
アイテム
読者の要望に応えて第2回より戦力増強アイテムを導入。4つの中から1つを選ぶ。なお、アイテムの内訳は毎回異なる。当初は2度にわたってアイテム選択の番号が記載されなかったため、混乱を招いた。
ルート
最後に、各回のボスに至るまでの進攻ルートを選び、対戦する敵を決める。敵には前述の4属性のうち1つが設定されており、プレイヤーキャラクターの同じ属性値と比べて勝敗を決める。
領主コマンド
ボスを倒し、特に高い戦果を得たキャラクターは領主に任命され、国政レベルでの行動をとることができる。いまだ領主の地位に就いていないプレイヤーが、参加した回での成功を願って記入することも推奨されていた。
どんな行動をとるかは担当者が許す限りほぼ自由であり、極端な例になるとアレク国に反乱を起こして邪皇帝側に寝返ったプレイヤーすらいた。
犠牲者や生存者の人数などのプレイ結果は次回のレポートで発表され、優秀な戦果を収めたキャラクターは名前も出た。また、ランキング上位の成績表も掲載された。

### スタッフ
- 企画・原案 : G/F PROJECT
- システムデザイン・プログラム : ヒューマン
- 漫画 : 薄葉士郎
- 挿絵 : 薄葉士郎、立神洋子、足立光
- クレジットには名前がなかったが、菊池たけしが関わっていたことが最終回で明らかになった。

## コンピュータゲーム版
1992年8月29日にヒューマンから発売されたPCエンジン用ソフト。『ドラゴンクエスト』（1986年）タイプのコマンド選択型のロールプレイングゲームである。『ファイヤープロレスリングシリーズ』（1989年 - 2012年）や『フォーメーションサッカーシリーズ』（1990年 - 2002年）などを主に制作していたヒューマンがこのようなRPGを発売するのは大変珍しかった。

### ストーリー
（電源オン直後のナレーションより）
「忘却の神話がある。
かつて、神々がこのファージアスに生命を吹き込み、我々が生まれて間もない頃、破壊の神がこの地に降り立った。破壊の神は星に住む生命に恐怖と死を与えるためだけに存在し、地上に破壊の軍団を送り出した。星の生命達は彼らに対して勇敢に戦うが、ことごとく敗れた。
その時、神々が創造した一人の戦士が現れる。彼は破壊の神に戦いを挑んだ。その壮絶なる戦いは三百年に渡って続いたという。だがその戦いにもやがて決着の時が来た。戦士の剣は破壊神の力の元である赤き目を砕き、ついに破壊神を深き眠りにつかせたのである。
だが戦士も傷つき、彼は残された生命達の前で言う。『我は深き眠りにつく。もし再び破壊神がよみがえらんとする時、我を目覚めさせよ』と。
それから千年の時が流れ、この神話は人々の記憶から忘れ去られた頃、新たなる脅威が一人の男によって大陸を覆い始めた。その男は破壊の神を崇めるジグラの民を率いて各国に濁流の様に攻め込んで行き、人々を恐怖のどん底におとしいれた。そして人々はその男をこう呼んだ。
ファージアスの邪皇帝と……」

### 用語
創造神エスペラ
この宇宙を創造した兄弟神の一神。彼の子供たちがのちにディメオラを生み出す神々である。
偶然神ザンダム
この宇宙を創造した兄弟神の一神。彼は「生き物が生まれて死ぬのも星々が生まれて滅びるのもすべて偶然」という考えから、のちに神々に挑む破壊神を生み出した。
人冥神ハザック
「人」を司る神で、エスペラの子供。生物の創造を得意とし、破壊神に対抗するためにディメオラを生み出した。覇神戦争終結後にファージアスを去ったという。
獣鬼神ゾイユニ
「属」を司る神で、エスペラの子供。生物の創造を得意とし、破壊神に対抗するためにディメオラを、さらには獣神兵ゴームも生み出した。覇神戦争終結後にファージアスを去ったという。
妖魔神デミタス
「妖」を司る神で、エスペラの子供。生物の創造を得意とし、破壊神に対抗するためにディメオラを、さらには女神官エミタスアも生み出した。覇神戦争終結後にファージアスを去ったという。
破壊神サイヴァ
偶然神ザンダムから生まれた神。上記の3神に対し「機」を司り機械による破壊を得意とする。3神とこの神の争いが覇神戦争である。
しもべたちを送り込みファージアスの滅亡をもくろむが、ディメオラに力の源「赤き邪眼」を砕かれ、深き眠りについた。しかし邪皇帝の手で復活しようとしている。
浮遊城
エミタスアが主に指揮を執る、強力な火器を備えた移動要塞。邪皇帝軍が各国を占領できたのはこれの力によるところが大きい。
改獣プーカ
大きな鳥のような生物。何人かを載せることができ、狭い川も渡れる。アイテムによって進化した「ブーミン」は広い川も渡り、最終進化の「プートン」は浅瀬までも渡れるようになる。
戦艦ボライオス
リガーン国の技術者が古代遺跡のガラクタを修理して建造した船。物語とともに主砲も装備されていく。
獣神兵ゴーム
獣鬼神ゾイユニが生み出した、ディメオラのパートナーとして破壊神と戦った巨人。ディメオラの眠りとともに自身も深き眠りについた。「属」の力の持ち主でなければ自らの主とは認めない。
ダダ教団
サランの街の東で、氷山を守護者と崇める狂信者たち。守護者が倒れたのち、教団はみんな氷漬けになってしまった。
ハーネス
ファーゼタムの空を飛び回る生物であるが、もとはヒュマーノンの探検家だった。覇神戦争時に破壊神のしもべに捕まり生体実験に使われるが、脱走し、山中に潜伏していた。自分を上回る強者にしか力を貸さない。

### ギルド
このゲームではショップを「ギルド」と呼ぶ。一つの街に6つ全部が一か所の建物に集まる形である。それぞれのギルドマスターはラ・ジュール神殿にいて、覇神戦争当時から現在までその任についている。
剣舞（けんぶ）ギルド
武器と防具の売買を行う、いわゆる武器屋。一度に複数の売買も可能。マスターは剣帝カイザ。
写魂（しゃこん）ギルド
体力回復や状態異常の治療を行う。このギルドはディメオラ復活の使命も持っていて、アティマもこのギルドの巫女である。マスターの霊師ソールは「魂運びの術」でアティマを含む巫女たちの行く末を見届けてきた。
基械（きかい）ギルド
機械化種族も装備できるパーツの購入や、武器の強化を行う。機皇トロンがマスター。
時喰（じくう）ギルド
アイテムの売買を行う、いわゆる道具屋。 マスターは時王バクゥ。
魔了（まりょう）ギルド
魔法の習得と忘却を行う。習得できる魔法はキャラやレベルごとに決まっていて、しかも習得魔法の数も限りがあるため不要な魔法は忘却する必要がある。 マスターは神魔デュン。
道化（どうけ）ギルド
アイテムの保管や取り出しを行う、いわゆる預り所。マスターは混沌姫ラミンで、彼女は世界各地を飛び回り予言をしている。

### 登場人物
ディメオラ（声 - 速水奨）
千年前の神々の戦い・覇神（はじん）戦争で破壊神を眠りにつかせた、神々に創られし伝説の英雄。この星に存在する４つの属性「人（じん）」「属（ぞく）」「妖（よう）」「機（き）」全てを併せ持つ。
自らを４つに分断して眠りについていたが、アティマの口づけによって目覚めることに。最初の種族は「ヒュマーノン」であるが、４つの属性全てを取り戻すと「神の戦士」になる。
アティマ（声 - 本多知恵子）
辺境の街・サマルカンサに住んでいる巫女で、人の種族「ヒュマーノン」。誕生日の試練という形で、英雄ディメオラを口づけで目覚めさせることに。しかしそのために、両親を邪皇帝にさらわれてしまう。

マテル（声 - 川村万梨阿）
ファージアスとは別の世界・ファーゼタムに生息する、妖の種族「ジオリア」。ジオリア族は饅頭みたいな見かけ。彼らは一定のレベルを超えると色の付いた実を食べることで様々な能力を身につける。
ふとしたことで、ディメオラ達と出会い同行する。しかしコマンド入力不可で、行動もランダム、武器や防具は一切装備できない。
サッドネス（声 - 屋良有作）
ファージアスの戦士。機の種族「ジュノーン」。ジュノーン族は全てケンタウロスのような外見。故郷ロスワールを襲撃した邪皇帝軍への復讐に燃えていて、戦いながらの旅をしている。
強大な戦闘力と豊富な戦闘経験を持つ一方、女性に対するデリカシーは皆無らしい。
シド（声 - 矢尾一樹）
属の種族「ログロエル」で、サテラに雇われた用心棒の一人。 口調はぶっきらぼうだが、サテラに密かな想いを寄せている。かつて邪皇帝に捕らえられ奴隷となり背中に入れ墨を焼き付けられた。
ログロエル族は本来異次元にしか定住できず、この世界には一時的にしか留まれないが、シドはヒュマーノンとのハーフなためこの世界に住み続けている。
ラミン （声 - 山本百合子）
旅の途中で何度も出会う謎の女性。未来を見る力を持ち、ディメオラ達に様々な助言をしてくれる。実は道化ギルドのマスター「混沌姫ラミン」でもある。
エミタスア （声 - 土井美加）
邪皇帝アーキーの娘で、移動要塞の浮遊城を使い父を手助けする女性。1000年前ディメオラと共に破壊神に挑んだ女神官と同名であるが…。
サテラ （声 - 冬馬由美）
人の「ヒュマーノン」。エグゼタムの王女でありながら、裏切り者に征服された祖国奪還のため、用心棒を雇ってまで自ら邪皇帝軍と戦っている。高貴さと勇敢さを持ち、そして誰とでも対等に接する気さくな女性でもある。
彼女はアレフ国王ギメルの姪でもあり、中盤で祖国を解放して復興に尽力するのみならず、終盤でアレフ国王を継ぐことになる。
少年ディメオラ（声 - 丸山みゆき）
千年前の神々の戦い・覇神（はじん）戦争で破壊神を眠りにつかせた伝説の英雄…のはずだが、目覚めたばかりの彼はただの少年どころか自分の名前もわからないほど記憶も失っていて、属性も「人（じん）」のみである。
しかし旅を続けていく中で少しずつ「属（ぞく）」「妖（よう）」「機（き）」の属性を取り戻していく。
ウィノナ（声 - 川村万梨阿）
邪皇帝軍の幹部・魔神将軍の一人で、エミタスアの友達でもある。神殿丸ごと時を止めるほどの強大な氷魔法を使うが、ディメオラたちとは戦わない。
モビルモンロー（声 - 冬馬由美）
各地の端末機から放送される、アレフ国や軍に関わるニュースを伝える女性キャスター。
カトゥン（声 - 屋良有作）
機の「ジュノーン」。サテラに雇われた用心棒の一人で、サッドネスと同じDNAから複製された兄弟でもあるジュノーン戦士。
魔神将軍（声 - 江川央生、沼田祐介）
邪皇帝軍の幹部達。かつて将軍総がかりでロスワールを滅ぼしたため、街を守ろうと孤軍奮闘したサッドネスと因縁がある。
邪皇帝アーキー（声 - 郷田ほづみ）
破壊神を復活させるために軍隊を率いて各国に攻め込んでいる男で、自らの目的のためならすべてを利用する、冷酷で無慈悲な支配者。
その仮面の下の素顔は謎のままであるが、様々な真実から「ある存在を元にしたクローン」という推測が成り立つ。
ギメル
アレフ国王。彼が納めるアレフ国は邪皇帝軍に征服されていない唯一の国となり、アレフ軍も邪皇帝軍に対する唯一の対抗勢力となった。そのためアレフベースには何度も事件が発生することに。
ガセネタボビィ
アレフ国の情報屋。彼が扱う情報は既出や間違いが多いため、このあだ名がついた。
バデール
元・エクゼタム警備隊長。邪皇帝側に寝返り門を解放して軍を導きいれ、王族を全滅に追いやり、自らエクゼタム王となった。さらには邪皇帝から魔神将軍の力も授かったが、ディメオラたちに倒される。
マリア
サッドネスの妻である女性ジュノーン。ロスワール滅亡時に死んだと思われていたが、生き残りとともに逃げ延びて生き延びた。夫をひたすら信じ続ける健気な女性で、アティマもしきりに感心するほど。
アヤ
ファーゼタムの写魂の巫女。破壊神の復活を予期して妖のディメオラを目覚めさせるが、彼と愛しあってしまい共に失踪。
ミニィ
マテルの恋人であるジオリア族の少女。マテルを信じて待ち続けている。リボンがトレードマーク。

### スタッフ
- 製作総指揮：飯田和憲
- シナリオ：矢野了也、高野希義、いいやんさんすー
- プログラム 
  - チーフ：カイザー
  - バトル&コマンド：高橋祐樹
  - ビジュアル：山田国広
  - イベントプログラム：生山正明、赤川紳史、伊藤竜一
- キャラクターデザイン：薄葉士郎、阿部賢一、亀井研二朗
- ビジュアル 
  - 絵コンテ：あべけんいち
  - 原画&動画：あべけんいち
- ゲームグラフィック 
  - チーフ：阿部賢一
  - マップ：神崎ひろこ、宮本由香、林真佐秋、森直子、加藤三千代、小野崎武
  - モンスター：林真佐秋、寺尾光夫、山本正則、木村健司、阿部賢一
  - フィールドマップ：神崎ひろこ
  - スプライト：林真佐秋、阿部賢一
- マップデザイン：矢野了也
- サウンド 
  - サウンド：庭山博也、田中宏、米沢正弘、太谷哲司、山崎正通
  - プレイヤー：金田一中、田中康司、大久保敦夫、庭山博也
- 録音 
  - ディレクター：溝口功
  - AD：岩垂徳行
  - ミキサー：佐藤進
  - エンジニア：武藤雅人
- 戦闘システム：八木秀訓
- スペシャル・サンクス：茶々丸、増田雅人、春名弘、森健悟、戸川浩明、冬柴慎一、熊谷一幸、堀田政彦、菊池武史、山田稔、山中英二、万田成史、佐々木宏、古屋知祥、内山隆博、大槻広幸、渡辺肇、竹嶋一博、中沢哲也、山下研史、田中文雄、伊藤剛史、小松豪、米山輝之、スタジオ・ユニ、ミント、ゲスコンビナートスタジオ、Studio‑HELP、Real Agency
- ロゴデザイン：ガァバ盛岡、スタジオエイブル

### 評価
ゲーム誌『ファミコン通信』の「クロスレビュー」では5・6・5・5の合計21点（満40点）。レビュアーはテンポよく進み戦闘は短くマップも狭くも広くもないが、イベントのテンポが良すぎて説明不足気味な上に超大作ともいえるのか情報も多くメモが必要、ひとりよがりで話が伝わって来ない、ヒントがあってもあまり親切ではない、趣味の問題かもしれないがアニメ絵と全体的なグラフィックがアンバランス、今までのRPGと一線を画そうとしていて一定のレベルで完成されておりマニアックながらこのゲームと波長が合う人もいるはずだとし、システムは惹かれる点もあるとした者とや疑問符がつくとした者がいた。『月刊PCエンジン』では80・85・75・80・85の平均81点（満100点）、合計『マル勝PCエンジン』では5・7・8・8の合計28点（満40点）、『PC Engine FAN』の読者投票による「ゲーム通信簿」での評価は以下の通りとなっており、23.07点（満30点）となっている。また、この得点はPCエンジン全ソフトの中で84位（485本中、1993年時点）となっている。同雑誌1993年10月号特別付録の「PCエンジンオールカタログ'93」では、「アイコンを採用するなど、使いやすさに重点をおいて開発されているので、比較的悩まずにゲームを進められる」と紹介されている。
| 項目 | キャラクタ | 音楽 | 操作性 | 熱中度 | お買得度 | オリジナリティ | 総合  |
| 得点 | 4.26       | 3.96 | 3.69   | 3.90   | 3.50     | 3.77           | 23.07 |